# パラスポリン
パラスポリン (parasporin) は、非殺虫性のバチルス・チューリンゲンシス (Bacillus thuringiensis) 結晶性タンパク質から2000年、福岡県工業技術センター生物食品研究所の水城英一、九州大学の大庭道夫らによって発見されたガン細胞破壊タンパク質ファミリーである。パラスポリンの定義は現在、『バチルス・チューリンゲンシスとその関連の細菌が産生する parasporal inclusion に含まれ、赤血球に対する溶血性が無く、ガン細胞に選択的な細胞毒性を示するタンパク質』とされている。
2006年に、パラスポリン国際分類命名委員会 (Committee of Parasporin Classification and Nomenclature) が設立され、現在、日本、イギリス、カナダの10名の委員で運営されている。委員会は世界で発見されるパラスポリンをアミノ酸配列の相同性によって、系統的に分類・命名している。2013年1月時点でパラスポリン1～6が発見されており、そのX線結晶構造解析も進んでいる。これまでに発見されたパラスポリンはバチルス・チューリンゲンシスの殺虫性Cryタンパク質の構造的特徴 (3ドメイン構造)を引き継ぐ、分子量約55～65kDaの大型のグループ (パラスポリン1、3、6)と、分子量約25～30kDa （パラスポリン2、4、5）の小型グループに分けられる。この中で、パラスポリン1は特定のガン細胞に、細胞外から選択的にCaイオンを流入させ、アポトーシスによってガン細胞を殺すことが明らかになっている。